# Lada Niva
Lada Niva ili VAZ-2121 "Niva" – ruski terenac s pogonom 4×4, kojeg proizvodi AvtoVAZ.
Lada Niva pogodna je za teške terene, gdje pokazuje svoje mogućnosti. Popularna je u mnogim zemljama, zbog niske cijene i dobrih sposobnosti vožnje izvan asfaltiranih prometnica. Pogotovo je popularna u Rusiji, bivšim zemljama SSSR-a, u Kanadi, Australiji, Brazilu i Europi.
Proizvodi se u Toljatiju u Rusiji, u Montevideu u Urugvaju, u Bogoti u Kolumbiji, u Ust-Kamenogorsku u Kazahstanu, Quitou u Ekvadoru.

## Povijest
Proizvodnja automobila počela je 1977. Bio je to model s 3-vrata i s BA motorom od 1,6 l (57 kW/77 KS).
Godine 1993., poprimila je moderniji izgled, kao i novi motor s kapacitetom od 1,7 litara goriva i 59 kW/80 KS, zamijenivši prethodno korišteni motor s kapacitetom od 1,6 litara.
Godine 1995., pojavio se model s 5 vrata i dugim međuosovinskim razmakom (VAZ 2131) s 1,8 motorom (60 kW/82 KS), te model s motorom od 1,7 l i s instaliranim elektroničkim ubrizgavanjem goriva od General Motorsa (VAZ 21214).
Godine 1998., pojavili su se pick-up modeli. Godine 2002., predstavljena je nova generacija, ali se nastavila i proizvodnja postojećih modela,
Lada Niva koristila se kao bolnički terenac, za potrebe policije (Češka) i vojske. U Hrvatskoj se puno koristila u "Hrvatskim šumama" kao terensko vozilo za vožnju po šumskim putevima.

## Galerija
- VAZ-21218 Lada Fora.
- Lada Niva u Bugarskoj.
- Prototip Nive iz 1974.
- Najnovija Niva pored stare.
- Izvedba Niva Cabrio.
- Niva sa 5 vrata.
- Niva RC iz 1995.
- Niva T3.
- Lada Landole.
- Lada Niva u 1994 godini,Transmorocco.
- Niva kao teretnjak.